# Аквитанци
Аквитанци (лат. Aquitani) су били народ који је живио на простору јужне Аквитаније и југозапоадне Миди Пиренеје у Француској, Римљани су ову област између Пиринеја, Атлантског океана и Гароне звали Аквитанска Галија. Били су антички неиндоевропски народ који је живио на сјеверним падинама Пиринеја. Говорили су аквитанским језиком, веома сличан баскијском језику. Класични аутори као што су Јулије Цезар и Страбон јасно праве разлику између Аквитанаца на једној страни и Хиспанаца и Гала на другој. Са процесом романизације, прихватили су латински језик (вулгански латински) и римску културу. Њихов стари језик, аквитански, био је основа за гасконски језик који се говори у Гаскоњи.